# Берта Зуньїга
Берта Зуньїга Касерес (нар. 24 вересня 1990) — гондурасська громадська активістка походженням з народу ленка. Вона є дочкою соціальної лідерки Берти Касерес, убитої в 2016 році. Незабаром після того, як у травні 2017 року її мати взяла на себе роль генеральної координаторки Громадської ради народних і корінних організацій Гондурасу (COPINH), Зуньїга Касерес пережила замах на власне життя.

## Раннє життя
Зуньїга Касерес народилася в 1990 році, вона була дочкою Берти Касерес і Сальвадора Суньїги. Дівчинка була другою з чотирьох дітей, у неї дві сестри та брат. Її батьки розлучилися, коли їй не виповнилося десять років. Її виховувала мати в будинку своєї бабусі Аустри Берти Флорес, державної службовиці, яка була мером Ла-Есперанси, губернаторкою Інтібуки та депутатом Національного конгресу, незвичні ролі для жінок у цьому районі того часу.
Коли Зуньїзі Касерес було три роки, її мати заснувала COPINH, а її батько був одним із перших учасників. Організація присвячена захисту прав народу Ленка та захисту навколишнього середовища, двох великих пристрастей її матері, а також боротьбі із сексуальною дискримінацією та утиском жінок та ЛГБТ-спільнот, усі питання, які Берта Касерес вважала взаємопов'язаними. У COPINH з самого початку було багато недоброзичливців, що сприяло бурхливому ранньому житті Зуньїги Касерес, чия сім'я зазнала погроз смертю, фізичного нападу та ув'язнення Зуньїги. Зуньїга Касерес виросла, приєднавшись до діяльності COPINH зі своєю родиною. Як і її брати і сестри, після короткого періоду навчання в звичайних школах вона відвідувала народні школи, де проходила антикапіталістичну та антипатріархальну підготовку. Вона закінчила коледж на Кубі, а потім почала працювати над ступенем магістерки латиноамериканських досліджень у Мехіко.

## Вбивство її матері
Після державного перевороту в Гондурасі 2009 року посилилися репресії проти COPINH та інших громадських організацій. Мати Зуньїги Касерес, однієї з головних лідерок корінного населення, зазнала переслідувань і погроз, зокрема, за її боротьбу з екологічними та соціальними наслідками проєкту гідроелектростанції Агуа Зарка. О 23:40 2 березня 2016 року Берта Касерес була вбита в її будинку двома озброєними нападниками. Спочатку уряд Гондурасу розглядав це питання як злочин на основі пристрасті або як внутрішньополітичну боротьбу в COPINH, заперечуючи зв'язок із політичною активністю Берти Касерес. Зуньїга Касерес вимагала національного та міжнародного розслідування злочину, а також розпочала кампанію на підтримку законопроєкту в Сполучених Штатах щодо припинення військової підтримки Гондурасу, поки країна не зможе продемонструвати, що вона вжила заходів проти вбивств правозахисників. У березні 2018 року дев'ять осіб, у тому числі відставні й діючі військові Гондурасу та двоє з розробників проєкту Aqua Zara, були звинувачені в причетності до злочину, причому один заявив, що вбивство було замовним. У лютому 2018 року Зуньїга Касерес висловила переконання, що уряд, який бере участь у розслідуванні, зосереджується на змовниках нижчого рівня, щоб уникнути визнання можливої причетності високопоставлених чиновників. Колишні військові Гондурасу звинувачували її в тому, що ім'я Берти Касерес було включено до списку вбитих військових. З моменту перевороту 2009 року в Гондурасі було вбито щонайменше 124 активістів захисту навколишнього середовища та землі.

## Генеральний координатор COPINH
Після вбивства Берти Касерес Зуньїга Касерес залишила навчання в Мехіко, щоб очолити COPINH, а в травні 2017 року її обрали генеральною координаторкою цього органу, ту саму посаду, яку займала її мати. З цієї позиції вона продовжила свою соціальну та екологічну боротьбу, особливо проти встановлення мегапроєктів, які, як стверджує COPINH, загрожують економічним, соціальним, культурним та екологічним правам народу Lenca. Через кілька тижнів після вступу на посаду Зунь]га Касерес пережила напад, скоєний проти неї та інших членів цієї організації озброєними нападниками. Вони напали на транспортний засібу з камінням і мачете, і спробувли збити їх з дороги у провалля.